# Brückenkran

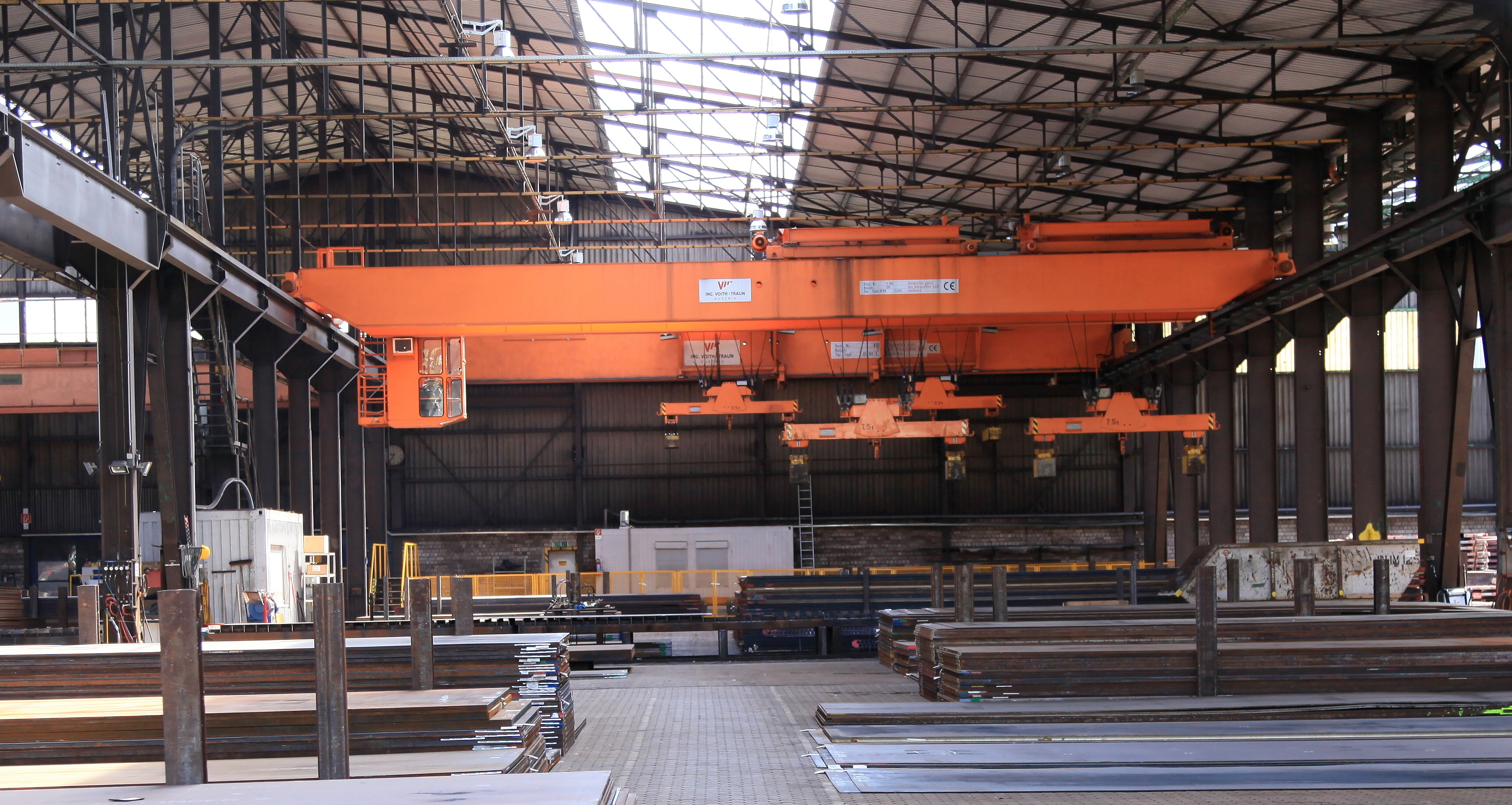
Brückenkran (orange) mit Führerhaus. Zur Handhabung von Stahlblechen ist der Kran neben dem Haken mit Elektromagneten ausgerüstet.

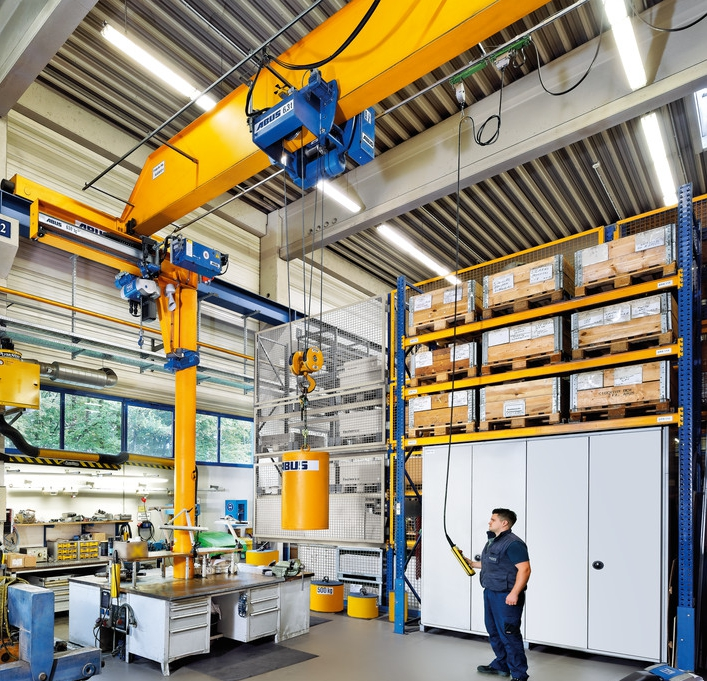
Werkstatt in einer Industriehalle mit einem Brückenkran und einem Säulenschwenkkran von Abus Kransysteme

Brückenkrane, auch Laufkrane genannt, sind Krane, die typischerweise fest in Maschinenhäusern, Produktions- und Montagehallen verbaut sind. Sie bestehen aus einem oder zwei Vollwandträgern oder Kastenträgern, der Brücke, die entlang des Gebäudes verfahren werden kann. In Querrichtung, entlang der Spannweite der Brücke, fährt eine Laufkatze mit Seilwinde, die über einen Flaschenzug das Tragmittel (meist ein Haken) ablassen oder hochziehen kann.

## Geschichte
John Ramsbottom entwickelte in seiner Maschinenfabrik in Crewe (England) einen Brückenkran mit Seilantrieb, der über Transmission mit Dampfkraft angetrieben wurde. Diesen Transmissionslaufkran lernte Rudolf Bredt in Ramsbottoms Maschinenfabrik kennen und verbesserte ihn. Einen solchen Kran stellte Bredts Mechanische Werkstätten Harkort & Co. in Wetter, (ab 1910 Demag), 1873 auf der Weltausstellung in Wien aus. 1887 lieferte Ludwig Stuckenholz den ersten von Bredt konstruierten elektrisch angetriebenen Brückenkran aus.

## Brückenkrane heute

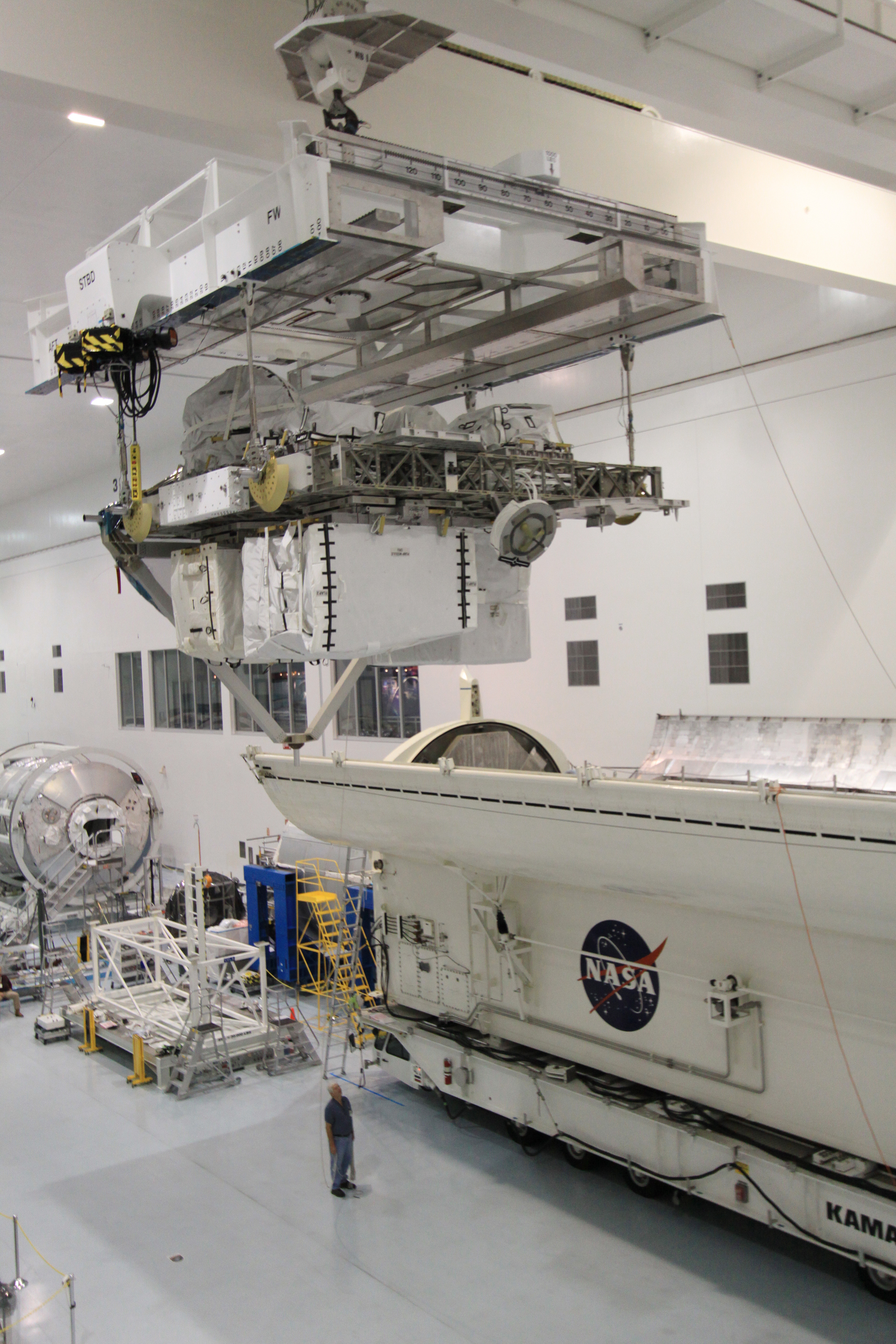
ELC-1 wird mit einem Brückenkran transportiert

Heute sind Brückenkrane vor allem serienmäßig hergestellte Bestandteile der industriellen Intralogistik. Dabei können aus einer Vielzahl an optionalen Ausstattungsmerkmalen sehr individuelle Krananlagen nach einem modularen Prinzip konfiguriert werden. Neben millimetergenau vorgegebener Spannweite sind im Rahmen der wählbaren Optionen unterschiedlichste Höhen und Anschlussformen der Brücke möglich, je nach benötigter Tragfähigkeit der Krananlage können verschiedenste Seilzugtypen zum Einsatz kommen und auch die Statik der Halle berücksichtigt werden, um z. B. ältere Bestandsbauten nicht zu überlasten oder moderne Leichtbauhallen punktuell nicht zu stark zu beanspruchen.
Werden im industriellen Umfeld Hallenkrane für die Intralogistik verwendet, kommen dann oft dutzende Krane zum Einsatz, die auf bis zu drei Ebenen in der Halle montiert sind. Säulen- oder Wandschwenkkrane bilden dabei die unterste Ebene für das Materialhandling am konkreten Arbeitsplatz, Halbportalkrane und Wandlaufkrane verbinden auf der mittleren Kranebene mehrere Arbeitsplätze und Brückenkrane auf der oberen Kranebene stellen den Transport in der gesamten Halle sicher. Alternativen zur Intralogistik mit Hallenkranen sind zum Beispiel Gabelstapler, Fließbänder oder Roboter.

## Komponenten

### Kranbrücke
Die Kranbrücke, auch Hauptträger genannt, besteht üblicherweise aus einem maschinell geschweißten Kastenträger. Insbesondere bei geringeren Tragfähigkeiten (im einstelligen Tonnen-Bereich) kommen auch
Vollwandträger zum Einsatz. Im höheren Tragfähigkeitsbereich werden zwei parallele Hauptträger verwendet, bei denen die Laufkatze oberhalb auf den Träger verfährt, bei einem einzelnen Hauptträger verfährt die Laufkatze unter dem Hauptträger. Länge, also Spannweite, Höhe und Tragfähigkeit des Hauptträgers sind dabei immer voneinander abhängig.
Die Kastenträger eines Brückenkrans werden dabei maschinell gefertigt. Außen sichtbar sind die seitlichen Stegbleche sowie der Ober- und Untergurt. Im Inneren befinden sich Beulsteifen und Schottbleche. Letztere unterteilen den Hauptträger über seine Länge in verschiedene Kammern, ähnlich wie beim Schiffsbau, und sorgen für die gleichmäßige Verteilung der Querkräfte.

### Fahrwerksträger
An den Enden des Hauptträgers oder der Hauptträger sind Fahrwerksträger angebracht. Diese sind das Fahrwerk des Krans und beinhalten die Laufräder und die Kranfahrantriebe. Mit den Laufrädern liegt der gesamte Kran auf der Kranschiene, die als Teil der Kranbahn zum Gebäude gehört, daran befestigt ist und statisch dementsprechend berücksichtigt wird.

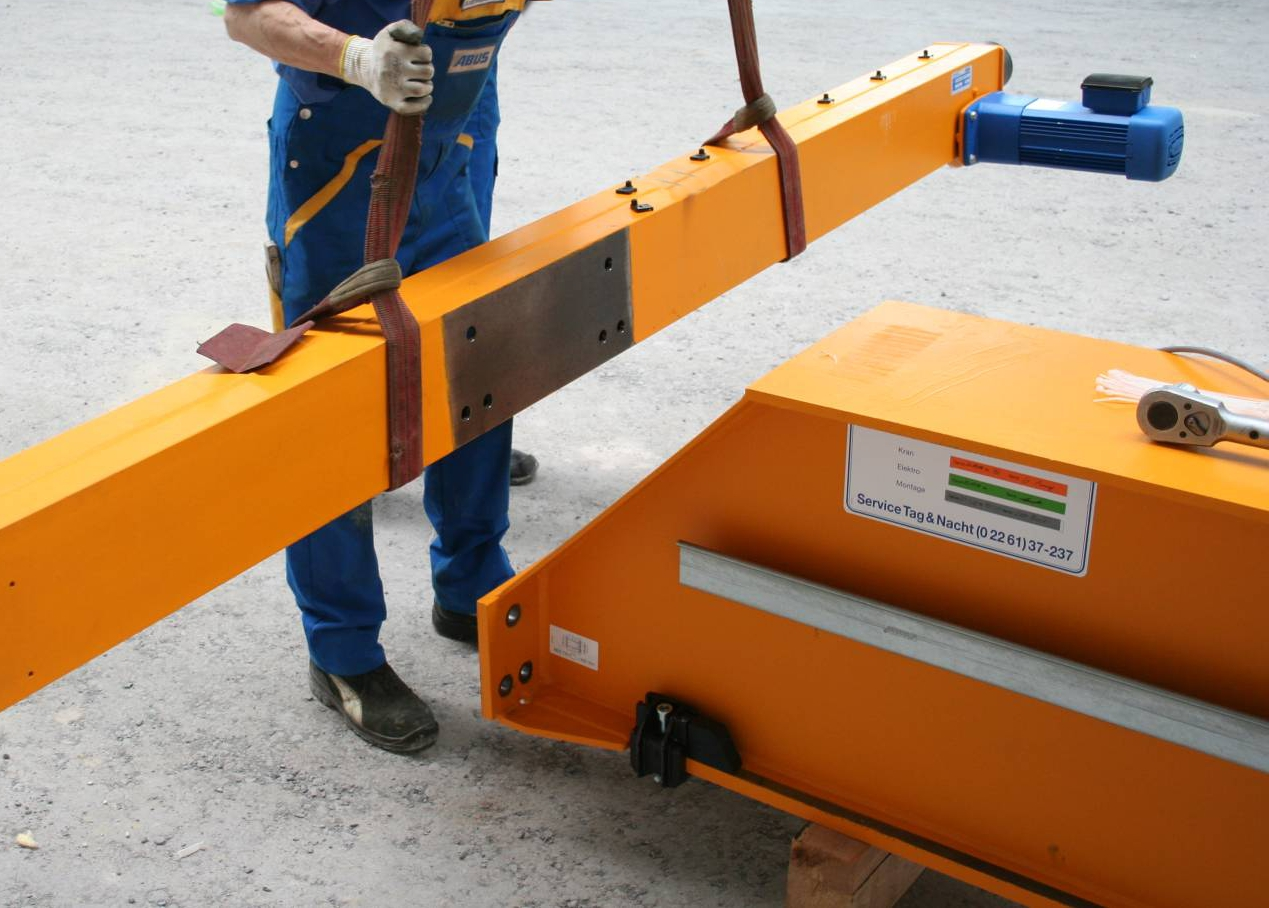
Fahrwerksträger wird am Hauptträger eines Laufkrans von Abus Kransysteme positioniert, um dort angeschraubt zu werden. Oben rechts im Bild sieht man den Kranfahrantrieb.

Der Fahrwerksträger selber besteht z. B. aus zwei U-Profilen, die an den Enden der Schenkel aufeinander geschweißt sind und so ein viereckiges Innenprofil ergeben. Zur Verbindung der Fahrwerksträger mit den Hauptträgern kommen HV-Schrauben in entsprechender Anzahl zum Einsatz, die zur einfachen Montage des Krans mit einer Befestigungsplatte zusammengefasst sind.
Die Kranfahrantriebe an den Enden des Fahrwerksträgers sind über eine verzahnte Abtriebswelle mit den Laufrädern verbunden. Üblicherweise werden zwei der vier Laufräder angetrieben. Unter besonderen Umständen können auch alle vier Laufräder mit je einem Kranfahrantrieb angetrieben werden, z. B. bei Kranen, die im Außenbereich eingesetzt werden (erhöhte Antriebskraft bei Winddruck).
Die Laufräder sind aus Stahl gefertigt ohne besonderes Material im Bereich der Kontaktfläche zwischen Rad und Schiene. Jedoch haben Laufräder am Kran meist zwei Spurkränze (innen und außen). Darüber werden Toleranzen der Kranbahn ausgeglichen, die insbesondere bei älteren Gebäuden erheblich sein können.

### Laufkatze
Bei Zweiträgerlaufkranen oberhalb auf den beiden Hauptträgern, bei Einträgerlaufkranen meist unterhalb des Hauptträgers, verfährt die Laufkatze. In ihr sind ein Elektroseilzug mit einem Katzrahmen und dem Katzfahrantrieb zu einer funktionalen Einheit kombiniert, um die Verfahrbewegung entlang des Hauptträgers und die Hubbewegung zum Heben und Senken der Last zu realisieren. So, wie der gesamte Kran modular aus verschiedenen Baukastenkomponenten kombiniert ist, wird auch bisweilen ein modularer Seilzug eingesetzt.

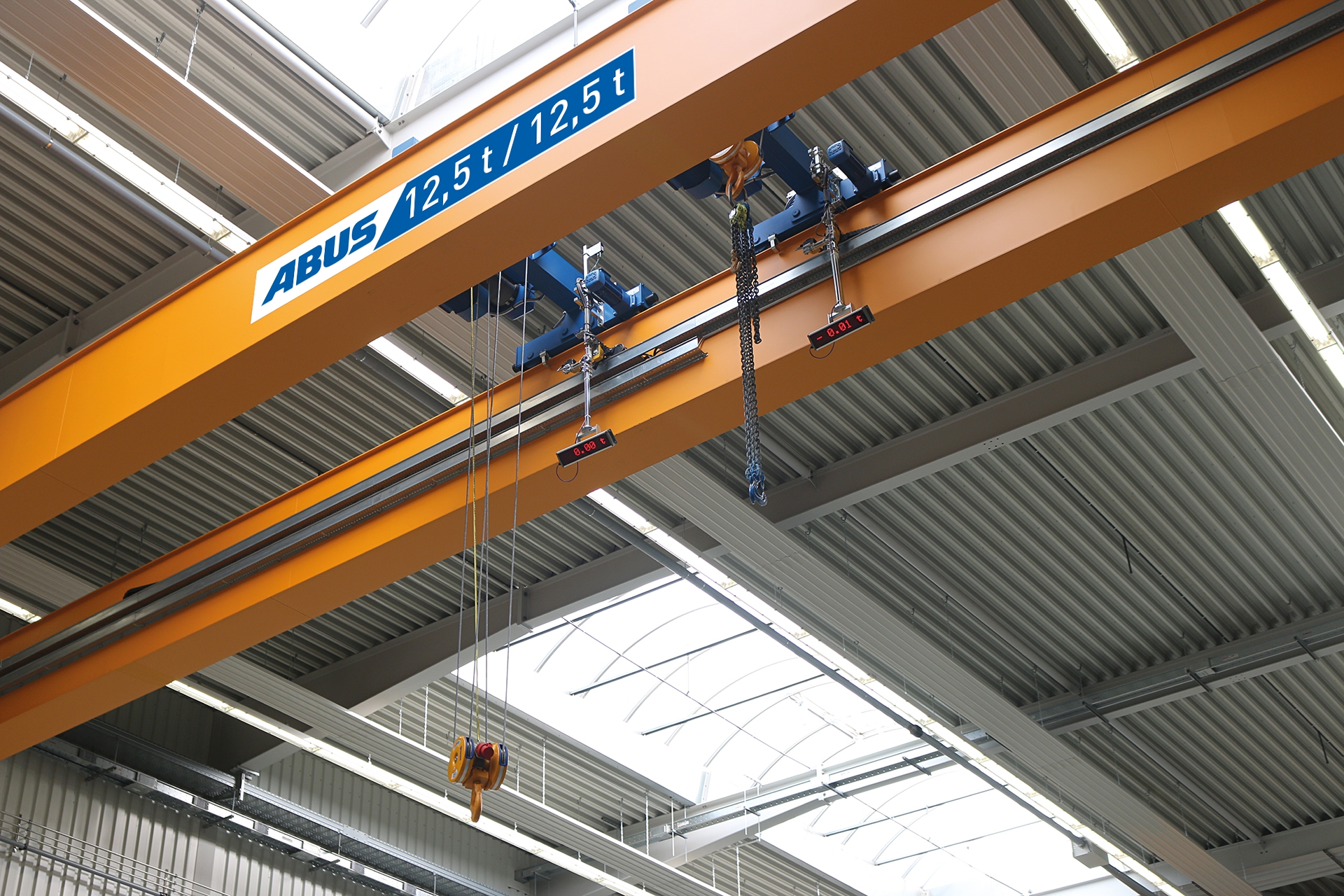
Brückenkran mit zwei Hauptträgern und zwei Laufkatzen, die auf dem Hauptträger verfahren. Gut zu erkennen sind auch die verzinkten Schienen der Energiekette zur Stromzuführung.

Bei entsprechendem Anwendungsfall des Krans können auch zwei Laufkatzen an einem Kran verbaut sein. Hiermit können dann z. B. lange oder unförmige Lasten quer zur Kranfahrtrichtung angehoben und transportiert werden oder, bei entsprechender zusätzlicher Auslegung des Krans, Lasten gewendet werden. Für eine flexible Nutzung der Krananlage können auch zwei unterschiedlich groß dimensionierte Laufkatzen vorgesehen sein. Dann wird die Laufkatze mit hoher Tragfähigkeit, meist verbunden mit langsamerer Hubgeschwindigkeit durch das Flaschenzugprinzip, für entsprechend schwergewichtige Transportaufgaben genutzt und die kleine Laufkatze für schnelle und leichtere Hubaufgaben. Bei der Steuerung kann bei modernen Krananlagen gewählt werden, ob eine einzelne oder beide Laufkatzen gleichsinnig bedient werden soll.

#### Katzfahren
Als Katzfahrantrieb kommen Elektroantriebe zum Einsatz. Wie beim Kranfahrantrieb auch werden hier zwei oder nur ein Motor verwendet, um die Fahrbewegung zu realisieren.

#### Hubwerk
Das Hubwerk des Elektroseilzugs besteht aus der Seiltrommel, dem Hubantrieb mit Getriebe und verschiedenen Seilrollen. Fast immer wird das Prinzip des Flaschenzugs verwendet, um die Hubkraft zu vergrößern. Je nach Ausführung sind dazu verschiedene Umlenkrollen und Festpunkte nötig, die am Katzrahmen montiert sind. Als Seil kommen fast ausschließlich Stahldrahtseile zum Einsatz. Anders als z. B. bei Fahrzeugkranen wird das Seil dabei von einer Seilführung mit definierter Spannung einlagig auf der Seiltrommel aufgewickelt.
Unten am Seil ist die Unterflasche angebracht. Je nach Ausführung des Flaschenzugs ist hier neben Umlenkrollen auch der Kranhaken beweglich aufgehängt. Hier können weitere Anschlagmittel eingehängt und dann mit der zu hebenden Last verbunden werden.

#### Stromzuführung
Die Strom- und Signalzuführung zur Laufkatze wird heute meist über Energieketten realisiert. Die Schiene zur Führung der Kette kann dabei platzsparend entlang des Hauptträgers verlaufen und bildet keine Leitungsschlaufen nach unten. Alternativ sind auch Schleppleitungen verbreitet, bei der die Leitung an einer separaten Schiene mit Wagen verfährt, die beim Zusammenschieben als Leitungsschlaufen herunterhängen.

### Steuerung
Als Motoren für Kranfahrt, Katzfahrt und das Hubwerk kamen und kommen asynchrone Drehstrommotore zum Einsatz. Die Ansteuerung dieser Antriebe und die periphere Technik hat sich im Laufe der Zeit verändert und wird heute unter dem Einsatz moderner Mikroelektronik umgesetzt. In vergangenen Jahrzehnten war die elektrische und elektronische Ansteuerung eher rudimentär.

#### Traditionelle Schützsteuerung
Traditionell wurde die Steuerung eines Brückenkrans sehr einfach und robust gehalten.  Viele Jahrzehnte wurden polschaltbare Motoren eingesetzt, bei denen elektrisch zwischen einer langsamen und einer schnellen Wicklung hin- und hergeschaltet wurde, um eine langsame und eine hohe Fahr- bzw. Hubgeschwindigkeit zu erreichen. Der Übergang zwischen den beiden Geschwindigkeiten wurde durch verschiedene Maßnahmen (z. B. zu- und abschalten einzelner Phasen oder durch Schwungmassen) etwas sanfter gestaltet, trotzdem war eine gewisse Übung des Kranführers nötig, um Lasten sicher zu heben und zu transportieren. Das Schalten der Motoren wie auch das Umschalten zwischen schneller und langsamer Motorwicklung erfolgte durch Schütze, die von einer Handbedieneinheit aus gesteuert wurden. Diese Einheit hängt meist an einer langen Leitung am Kran herunter und kann so vom Kranführer auf Flurniveau bedient werden. Oft ist die Bedienung, auch Hängetaster genannt, entlang des Hauptträgers verfahrbar, um dem Kranführer eine gewisse Bewegungsfreiheit zu ermöglichen, insbesondere um sich nicht im Gefahrenbereich einer schwebenden Last aufhalten zu müssen.

#### Überlastsicherung
Mit der Einführung der Maschinenrichtlinie zu Beginn der 90er Jahre wurde eine Überlastsicherung in Hallenkranen verpflichtend. Ihre Aufgabe ist die kontinuierliche Messung der angehängten Last und ein Abschalten der Hubbewegung, wenn die Belastung 110 % der Nenntragfähigkeit übersteigt. Die Lastmessung wurde und wird entweder über Dehnungsmessstreifen oder elektronisch über eine Motorstrommessung umgesetzt.

#### Frequenzumrichter
Mit zunehmender Verbreitung von Frequenzumrichtern ab den 1990er Jahren hielt auch die variable Drehzahlregelung bei Hallenkranen Einzug. Fahr- und Hubwerksachsen konnten so optional mit variabler Drehzahlregelung ausgestattet werden, was präzisere und sichereres Lasthandling ermöglichte.

#### Intelligente modulare Kransteuerung
Heutige moderne Kransteuerungen bewegen sich auf dem Niveau aktueller, mikroprozessorgesteuerter Industrietechnologie. Als zentraler Baustein wird eine SPS eingesetzt, die die gesamte Konfiguration der Krananlage mit kundenspezifischen Parametern enthält. Die Frequenzumrichter der Fahr- und Hubantriebe werden über ein CAN-Bus-Netzwerk angebunden und parametriert. Drehgeber liefern der SPS Rückmeldung über Hakenhöhe und Verfahrbereich der Antriebe, wodurch ein geschlossener Regelkreis entsteht. Dadurch sind umfangreiche Regelungsmöglichkeiten gegeben. Beispielsweise kann die Steuerung des Krans aus der aktuellen Fahrgeschwindigkeit von Kran und Katze und der Hakenposition berechnen, wie stark die angehängte Last beim Abbremsen pendeln würde und durch entsprechendes Gegensteuern der Fahrantriebe das Lastpendeln fast vollständig ausgleichen. Konfiguration der Betriebsparameter (z. B. Fahr- und Hubgeschwindigkeiten und Beschleunigungsverhalten) können über einen WLAN-Zugriff vom Benutzer individuell eingestellt werden.

### Kranbedienung

#### Kanzel/Kabine
Eine mitfahrende Kabine oder Plattform ist bei Brückenkranen, anders als bei Turmdrehkranen, inzwischen eher unüblich. Hintergrund ist, dass Brückenkrane im Zuge von intralogistischen Transportaufgaben oder als Montagehelfer ein Werkzeug in einem verzahnten Arbeitsprozess sind, bei dem die Bediener nicht ausschließlich mit der Bedienung des Krans beauftragt sind, sondern parallel auch andere Maschinen oder Werkzeuge verwenden. Beispielsweise ein Werkstück mit dem Kran in Position gehoben und von derselben Person dann montiert oder eine Last wird von einem Verlader auf einen LKW gehoben und von dieser Person dann auf der Ladefläche gesichert. Kabinen sind nur noch vereinzelt anzutreffen, wenn die Arbeitsprozesse dies erfordern. Beispiele sind große, von unten schlecht einsehbare Coillager oder Krane, die zur stetigen Materialzuführung über weite Strecken genutzt werden.

#### Hängetaster
Weit verbreitet war viele Jahrzehnte die Bedienung per Hängetaster. Hier hängt ein Bedienpanel an einer langen Leitung mit Zugentlastung vom Kran herunter und kann auf Flurniveau vom Kranführer auf etwa Ellenbogenhöhe genommen und verwendet werden. In den meisten Fällen besteht die Bedienung dabei neben dem Not-Aus-Schalter lediglich aus drei Tasterpaaren für die drei Kranachsen (Heben/Senken, Katzfahren, Kranfahren). Die Taster können dabei oftmals in zwei Stufen gedrückt werden, wodurch zunächst die langsame, dann die hohe Geschwindigkeit des polschaltbaren Motors geschaltet wird.
Je nach Ausstattung des Krans können im Hängetaster auch Zusatzfunktionen geschaltet werden, etwa die Auswahl der genutzten Laufkatze bei Kranen mit mehr als einer Laufkatze oder Bedienfunktionen wie Zusatzscheinwerfer an der Kranbrücke, Tara oder ähnliches.
Im Laufe der Jahre setzte sich durch, dass der Hängetaster parallel zur Kranbrücke separat verfahren werden konnte. Dadurch konnte der Kranführer zumindest in einer Kranachse einen Abstand zur Last einhalten, um beim Hebevorgang nicht im Gefahrenbereich zu stehen. Diese verfahrbare Steuerung wurde durch eine separate Schleppleitung realisiert, der Kranhersteller Abus Kransysteme verwendete hierzu patentgeschützt eine separate Energiekette.

#### Funksteuerung

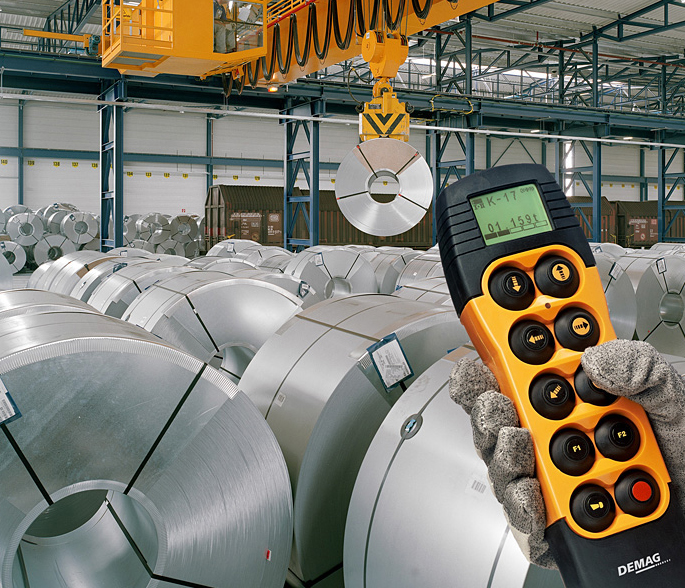
Funkfernsteuerung eines Krans mit magnetischer Coilaufnahme

Inzwischen sind Funksteuerungen zur Bedienung des Krans Stand der Technik. Auch sie bieten zunächst vor allem die Bedienung der drei Kranachsen mit zweistufigen Drucktastern, bieten aber umfangreiche Zusatzfunktionen zur Kranbedienung, da per Funk eine einfachere Anbindung an die Kransteuerung möglich ist und über das üblicherweise verbaute Display auch Rückmeldungen vom Kran direkt angezeigt werden können.
Mit dem Funksender kann sich der Kranführer unabhängig von der Last bewegen und somit jederzeit außerhalb des Gefahrenbereichs beim Lasttransport stehen. Besonders komfortabel werden Funksteuerungen durch die Unabhängigkeit von einem einzelnen Kran. Durch ein entsprechendes Login-Konzept kann ein Sender so abwechselnd verschiedene Krane in einer Halle steuern oder sogar zwei Krane gleichzeitig im Rahmen einer Tandemsteuerung.

## Besondere Transportaufgaben

### Tandemtransport
Besonders lange und/oder sperrige Lasten können von zwei Kranen gemeinsam durchgeführt werden. Theoretisch können dazu zwei eigenständige Laufkrane an der gemeinsamen Last angeschlagen werden und die Last dann von zwei Kranführern angehoben und transportiert werden, wobei beide Kranführer in ständigem Kontakt stehen müssen. Ebenso könnte ein Kranführer zwei Krane an separaten Steuergeräten bedienen. In der Praxis ist diese Vorgehensweise jedoch nicht ungefährlich und bedarf entsprechender Erfahrung, Einweisung und zusätzlicher Sicherheitsmaßnahmen, weswegen die innerbetriebliche Gefährdungsbeurteilung hiervon zumeist absieht. Viel eher kommt eine Tandemsteuerung zum Einsatz, eine Zusatzausstattung in der Steuerung der beteiligten Krananlagen. Hierbei werden die sonst separaten Brückenkrane steuerungsmäßig gekoppelt und können mit einem Steuergerät (üblicherweise einem Funksender) gemeinsam gesteuert werden.

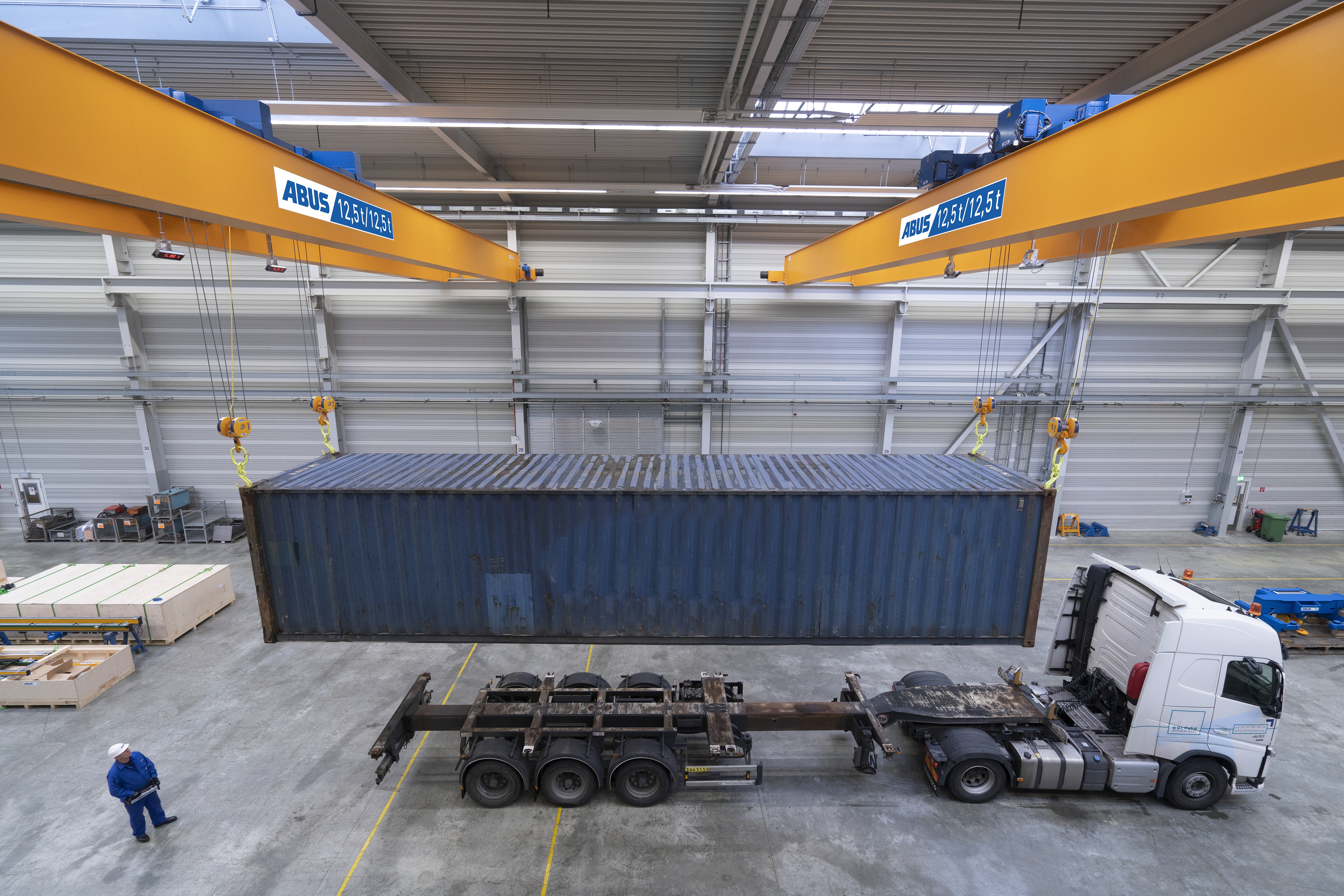
Container wird von zwei Hallenkranen mit je zwei Laufkatzen angehoben. Der Kranführer links im Bild steuert beide Krane über einen Funksender

Das Heben und Transportieren einer Last mit zwei Laufkatzen an einem Kran ist hiermit vergleichbar, wobei die Kombination der beiden Steuerungen entfällt, da zwei Laufkatzen auf einem Kran ohnehin durch die Steuerung des einzelnen Krans miteinander verbunden sind.
Bei einer Tandemsteuerung, wie auch bei einem Lasttransport durch zwei Laufkatzen, gilt es, verschiedene Rahmenbedingungen zu überwachen:
- Alle Steuerungsbefehle (Heben, Senken, Katz- und Kranfahren) müssen unbedingt vom Funksender zu beiden Kranen übertragen und dort umgesetzt werden. Idealerweise überwachen die Kransteuerungen dies in einem aktiven Regelkreis und überwachen auch ihren Abstand zum jeweils anderen Kran. So kann im Falle von Fehlfunktionen oder beim Ausfall eines Motors verhindert werden, dass ein Kran weiterfährt, während der andere stehenbleibt. Hierdurch würden zuerst die Seile immer schräger verlaufen und im schlimmsten Fall die Last abstürzen, wenn das Lastaufnahmemittel die Last nicht mehr sicher halten kann.
- Erreicht ein Kran einen Endschalter, z. B. am Ende der Kranbahn und bremst ab, muss auch der andere Kran rechtzeitig abbremsen. Dazu übermitteln die Steuerungen der Krane ihre Endschaltersignale gegenseitig.
- Die Überlast-Sicherungen beider Krane müssen als ein Gesamtsystem arbeiten. Gerade bei einer ungleichförmigen Last werden beide Krane bzw. beide Laufkatzen unterschiedlich belastet, wodurch ein Kran stärker belastet werden kann als der andere. Bei Kranen unterschiedlicher Bauart wird dieser Punkt noch verschärft. Hier muss sichergestellt werden, dass der Hubvorgang an beiden Kranen unterbrochen wird, wenn einer der Krane überlastet wird oder dass ein überlasteter Kran noch weiter überlastet wird, wenn der andere Kran die Last absetzt.
- Insbesondere bei ungleichförmigen Lasten werden die Hubmotore unterschiedlich beansprucht, wodurch sich ein unterschiedlicher Schlupf ergibt, der zu Differenzen in der Hubhöhe führen kann. Dieser Unterschied kann durch verschiedene technische Verfahren reduziert werden, z. B. durch ein künstliches Abbremsen des schneller drehenden Motors, idealerweise jedoch auch hier durch einen geschlossenen Regelkreis – also das Messen der Hubhöhe durch die Steuerung und aktives Gegenregeln an beiden Hubmotoren.

### Wenden der Last
Das Drehen oder Wenden einer Last ist eine anspruchsvolle Transportaufgabe, bei der unkontrollierte Lastbewegungen und Schäden an den Kranen auftreten können. Eine Last wird üblicherweise gewendet, indem sie mit zwei Hubwerken angehoben wird und dann im hängenden Zustand ein Haken nach oben und einer nach unten gefahren wird. Dabei verändert sich der Winkel der Seile, es kommt zum Schrägzug. Dieser kann im Extremfall zu Schäden am Hubwerk führen, weil das Seil dadurch mit Bauteilen in Kontakt kommen kann, die nicht für die Seilführung vorgesehen sind.
Außerdem kommt es beim Wenden oftmals zu einem schlagartigen Ruck in der Last. Wird eine liegende Last beispielsweise mit einem Kran an einer Seite angehoben und so um 90 Grad gedreht, verlagert die Last irgendwann schlagartig ihren Schwerpunkt und kippt, was einen starken Ruck im Seil verursacht, der an den Kran weitergegeben wird.

## Montage eines Brückenkrans

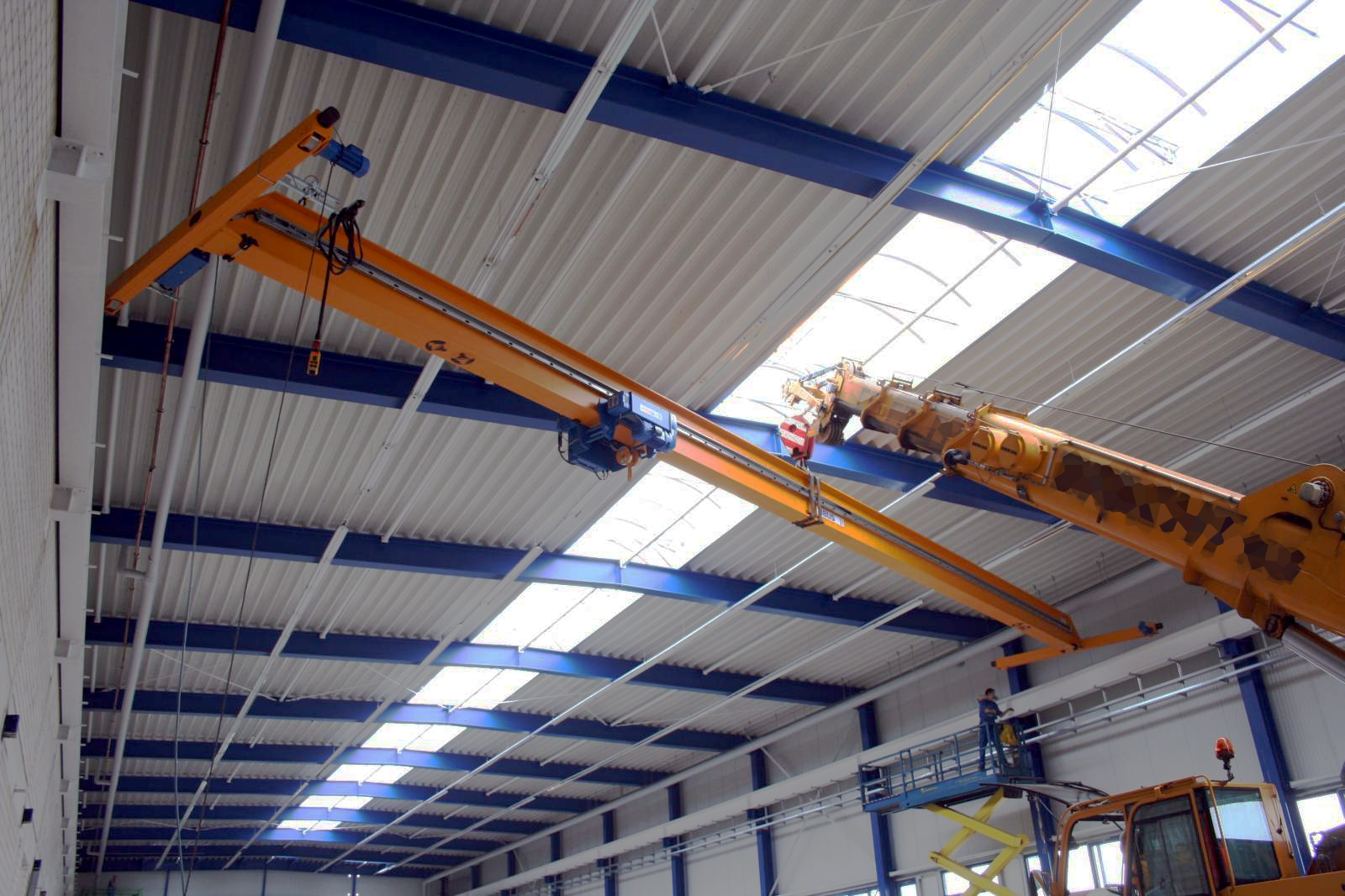
Ein Mobilkran hebt einen Hallenkran an, damit er dann vom Monteur rechts im Bild gedreht und auf die Kranbahn abgesenkt werden kann.

Die Montage des Krans an seinem Einsatzort erfolgt üblicherweise in der Bauphase einer neuen Industriehalle, nachdem das Gebäude samt Kranbahn bereits errichtet sind, die sonstigen Anlagen jedoch noch nicht aufgestellt wurden und somit ausreichend Platz zur Verfügung steht. Der Kran wird dabei, je nach Größe, in seine Komponenten zerlegt oder auch am Stück angeliefert. Bei einem zerlegten Kran müssen üblicherweise die Fahrwerksträger mittels HV-Schraubverbindungen montiert werden. Der gesamte Brückenkran wird dann, üblicherweise mittels Mobilkran, angehoben und auf der Kranbahn unter dem Hallendach abgesetzt. Bei Zweiträgerlaufkranen erfolgt der Transport immer in zerlegtem Zustand, außerdem muss der Elektroseilzug nach dem Auflegen des Hauptträgers in einem zweiten Hubvorgang auf die beiden Hauptträger gesetzt werden.
Anders als bei Turmdrehkranen oder anderen Kranen, die nach ihrem Einsatz wieder demontiert und anderweitig erneut aufgebaut werden, verbleiben Brückenkrane in aller Regel vor Ort. Selbst bei veränderten Anforderungen an die Industriehalle (z. B. Umnutzung einer Halle für andere Produktionsaufgaben) können Brückenkrane oftmals einfach weitergenutzt werden, da ihr Einsatzgebiet weit gefächert ist. Bei Bedarf ist es jedoch auch möglich, einen Brückenkran in eine andere Halle umzusetzen oder technisch an neue Anforderungen anzupassen.

## Komponententransport als Cranekit
Ist der Transport des gesamten Krans nicht wirtschaftlich, z. B. bei Übersee-Transporten oder langen Distanzen, wird mit einem zweiteiligen Verfahren gearbeitet. Der Kranhersteller liefert dabei die Schlüsselkomponenten wie Seilzug, Steuerung, Fahrwerksträger und Stromzuführung als sogenanntes Cranekit, was üblicherweise in einen Container verpackt und in die Zielregion verschickt werden. Vor Ort fertigt dann ein örtliches Stahlbauunternehmen den Kastenträger nach den Vorgaben des Kranherstellers, montiert die zugelieferten Komponenten und transportiert den fertigen Kran das letzte Stück zum Endkunden.

## Leistungsdaten
Als wichtigste Leistungsdaten bei Brückenkranen sind vor allem die gewünschte Tragfähigkeit und die für das Gebäude benötigte Spannweite relevant. Davon abhängig ergeben sich dann weitere Parameter wie die Höhe des Hauptträgers und daraus resultierend auch der benötigte Bauraum des Krans unter der Hallendecke. Durch Nutzung verschiedener Bauarten des Hauptträgers (Vollwandträger oder Kastenträger), Hauptträgeranschlüsse (Hauptträger ragt zwischen den Fahrwerksträgern nach oben oder nach unten), Nutzung von Ein- oder Zweiträgerlaufkranen ist ein anwendungsfallbezogener Kompromiss aus allen Kenngrößen möglich.
Typische Leistungsdaten:
Einträgerlaufkrane:
- Hauptträger als Vollwandträger: Tragfähigkeit bis 10 Tonnen, Spannweite bis 18,5 Meter
- Hauptträger als Kastenträger: Tragfähigkeit bis 16 Tonnen, Spannweite bis 29,5 Meter

Zweiträgerlaufkrane:
- Tragfähigkeiten bis 120 Tonnen
- Spannweite bis 42 Meter

## Verwandte Systeme
- Technisch ähnlich ist der Portalkran, jedoch liegen seine Fahrschienen nicht hoch, sondern auf Bodenhöhe.
- Eine Mischform aus Brückenkran und Portalkran ist der Halbportalkran. Er hat auf einer Seite eine hochgelegte Schiene, auf der anderen Seite ein Stütze wie ein Portalkran.
- Der Stapelkran trägt unter der Laufkatze keine Winde, sondern ein Gabelstaplerhubgerüst. Er ist ein für Logistikaufgaben ausgelegtes Regalbediengerät.